# Porcínio Borges Pinto
Porcínio Borges Pinto (? —?) foi um político brasileiro.
Foi eleito, em 3 de outubro de 1950, deputado estadual, pelo PSD, para a 38ª, 39ª, 40ª e 41ª Legislaturas da Assembleia Legislativa do Rio Grande do Sul, de 1951 a 1967.